# 辛霍芬
辛霍芬是德国莱茵兰-普法尔茨州的一个市镇。总面积15.66平方公里，总人口1803人，其中男性885人，女性918人（2011年12月31日），人口密度115人/平方公里。